# ジョルジュ・ポンピドゥー

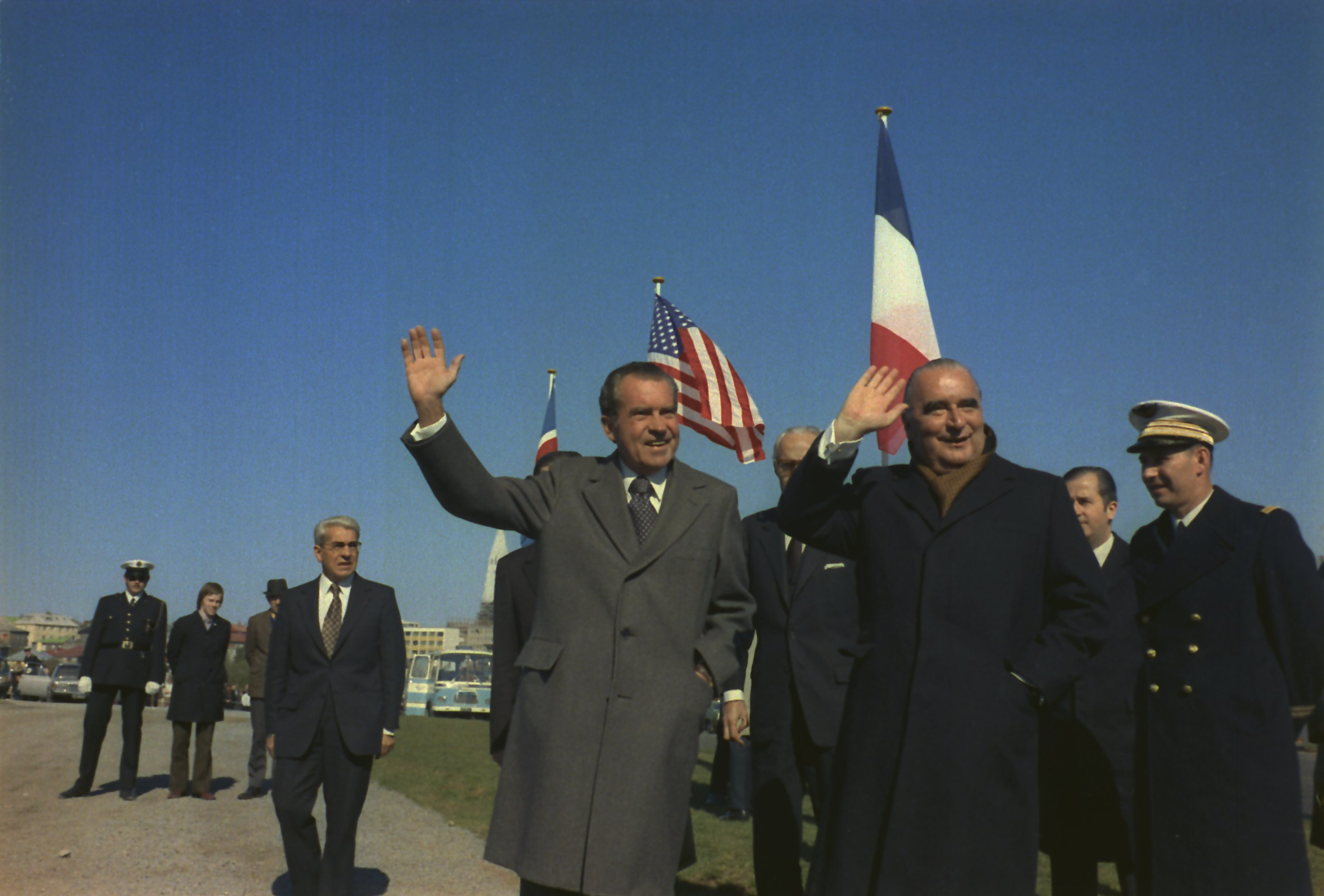
アメリカのニクソン大統領と（1973年5月31日・アイスランドのレイキャビクにて）

ジョルジュ・ジャン・レイモン・ポンピドゥー（フランス語: Georges Jean Raymond Pompidou [ʒɔʁʒ pɔ̃pidu] ( 音声ファイル)、1911年7月5日 - 1974年4月2日）は、フランスの政治家。シャルル・ド・ゴール政権で第2代フランス首相、第19代フランス大統領を務めた。日本の報道関係では慣用的にポンピドーと表記することが多い。また、ポンピドゥ、ポンピドウなどの表記もある。

## 生涯
1911年7月5日にカンタル県モンブディフにて、両親が教育者の家庭に誕生。パリの名門リセであるルイ・ル・グラン校で学んだ。1931年にパリの高等師範学校に入学し、1934年には文学のアグレガシオン（1級教員資格）を取得する。卒業後はまずマルセイユで、次いでルイ・ル・グラン校と並ぶパリの名門リセ・アンリ4世校で教鞭を執った。
第二次世界大戦中は対独レジスタンス運動に参加。パリ解放後はシャルル・ド・ゴール将軍首班の政府において官房長官の職に就き、国務院調査官などを経て、1954年2月から北部鉄道取締役となった。この縁でロスチャイルド銀行（フランス：ロチルド銀行、後のバークレイズ）で働くようになり、1958年まで頭取を務めた。1958年にド・ゴールが首相として政界復帰を果たすと官房長官を務めた後、ド・ゴール大統領政権で1962年4月16日から1968年7月13日までフランス首相を務めた。
ド・ゴール引退後の1969年6月15日の大統領選挙において、ポンピドゥーは58.22パーセントの得票率で当選した。ド・ゴールの後継者として登場しつつも、「連続と開放」を掲げていくつかの点で軌道修正を図った。例えば、外交面においてはイギリスのEC加盟を支持する姿勢を取り、イギリスは1973年にEC加盟を実現させた。同年に起こった石油危機への対応に追われる中、ポンピドゥーは大統領在任中の1974年、白血病で死去した。

## 業績
ポンピドゥーは歴代のフランス大統領の中でもとりわけ現代芸術に関して造詣が深く、パリ4区（セーヌ川右岸）にある総合文化施設であるポンピドゥー・センターの設立に尽力した。
航空宇宙産業においても卓越した手腕を発揮し、当時、民間航空機市場へ参入しようとしていたスネクマがゼネラル・エレクトリックの当時、輸出が規制されていた最新鋭のF101エンジンのコアを流用した民間機用のCFM56エンジンを共同開発、生産するために合弁でCFMインターナショナルを設立するようにアメリカのリチャード・ニクソン大統領に直談判した。